# Przymierze dla Polski

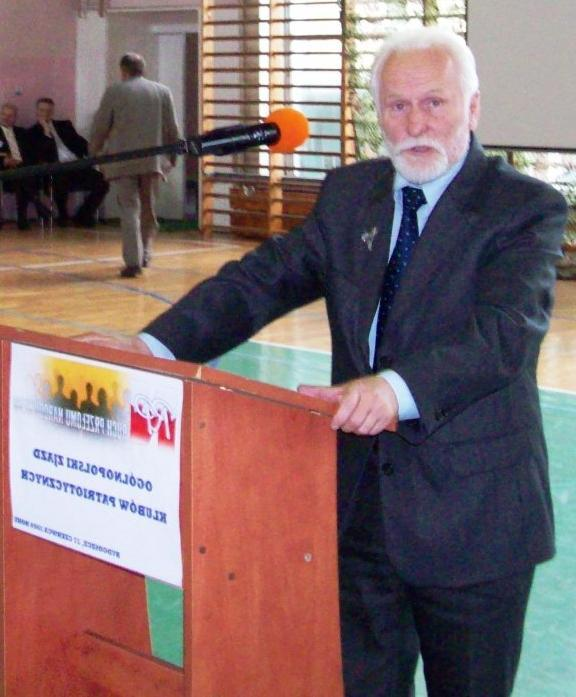
Gabriel Janowski podczas jednego ze spotkań Ruchu Przełomu Narodowego i Klubów Patriotycznych

Przymierze dla Polski (PdP) – polska prawicowa partia polityczna powołana 8 kwietnia 2001, pod przewodnictwem Gabriela Janowskiego. Wyrejestrowana 29 maja 2014.

## Historia
Wniosek o rejestrację PdP złożyli Gabriel Janowski, Piotr Korwin Kochanowski i Jan Strzeżek. Sąd Okręgowy w Warszawie zdecydował o rejestracji partii 14 grudnia 2001. W okresie od 23 lipca 2001 do 20 grudnia 2002 partia współpracowała z Ligą Polskich Rodzin, kiedy to zaczęły narastać konflikty z kierownictwem Ligi, w tym Romanem Giertychem. Gabriel Janowski krytykował kierownictwo partii m.in. za popieranie kary śmierci, promowanie Młodzieży Wszechpolskiej oraz tworzenie modelu „partii wodzowskiej”.
W latach 2001–2004 stronnictwo opowiadało się przeciwko wstąpieniu Polski do Unii Europejskiej, a także przeciwko wysłaniu polskiego kontyngentu wojskowego do Iraku.
W 2005 PdP współtworzyło Ruch Patriotyczny Rzeczypospolitej Polskiej, zachowując jednak autonomię wewnątrz ugrupowania. Pod koniec IV kadencji Sejmu (od 13 września 2005) Gabriel Janowski zasiadał w kole poselskim Ruchu Patriotycznego (wcześniej był członkiem klubu parlamentarnego LPR). W wyborach parlamentarnych w 2005 RP nie osiągnął progu wyborczego, uzyskując 1,05% głosów.
15 września 2007 PdP zgłosiło własny komitet wyborczy do udziału w przedterminowych wyborach parlamentarnych. Partia zarejestrowała dwóch kandydatów do Senatu. Byli nimi:
- Gabriel Janowski (przewodniczący partii) – w okręgu wyborczym Siedlce (otrzymał 22 495 głosów, zajmując 13. miejsce spośród 17 kandydatów),
- Jerzy Drynda (bezpartyjny) – w okręgu wyborczym Katowice (otrzymał 12 407 głosów, zajmując 10. miejsce spośród 10 kandydatów).

W wyborach do Parlamentu Europejskiego w 2009 przewodniczący partii Gabriel Janowski był kandydatem Prawa i Sprawiedliwości w okręgu podwarszawskim. Uzyskał 20 907 głosów, co dało mu drugie miejsce na liście PiS w okręgu, jednak nie pozwoliło na uzyskanie mandatu eurodeputowanego.
W 2010 Gabriel Janowski ogłosił swój start w przedterminowych wyborach prezydenckich. Kandydat nie dostarczył jednak na czas do Państwowej Komisji Wyborczej wymaganej liczby 100 000 podpisów i nie został zarejestrowany. Ostatecznie poparł kandydaturę Kornela Morawieckiego.
6 marca 2011 odbyło się Krajowe Zgromadzenie PdP, które przyjęło nowe dokumenty programowe partii: deklarację programową „Nasz P.I.N.”, Apel Roku Beatyfikacji oraz Kodeks Polityka. Podjęto decyzję o przygotowaniach do wyborów parlamentarnych, nie rozstrzygając co do formuły startu (samodzielnej bądź w sojuszu z innymi ugrupowaniami). Ostatecznie ugrupowanie wystartowało samodzielnie do Senatu, wystawiając jedynie kandydaturę przewodniczącego partii Gabriela Janowskiego. W okręgu podsiedleckim otrzymał on 13 809 głosów (10,44%), zajmując 5. miejsce spośród 6 kandydatów.
29 maja 2014 sąd wykreślił Przymierze dla Polski z ewidencji partii politycznych ze względu na błędy formalne. Pomimo zapowiedzi Gabriela Janowskiego, ugrupowanie nie zostało ponownie zarejestrowane. W 2019 Gabriel Janowski przystąpił do partii Jedność Narodu i pełnił w niej funkcję prezesa (do 2020).